# Championnats d'Europe de boxe amateur 1991
Navigation
Édition précédente Édition suivante
La 29e édition des championnats d'Europe de boxe amateur s'est déroulée à Göteborg, Suède, du 7 au 12 mai 1991. 

## Résultats

### Podiums
| Catégories                    | Or                    | Argent                 | Bronze                                  |
| Poids mi-mouches (-48 kg)     | Ivailo Marinov        | Luigi Castiglione      | Pál Lakatos John-Paul Weir              |
| Poids mouches (-51 kg)        | István Kovács         | Mario Loch             | Daniel Petrov Valentin Barbu            |
| Poids coqs (-54 kg)           | Serafim Todorov       | Miguel Dias            | Andreas Tews Jimmy Majanya              |
| Poids plumes (-57 kg)         | Paul Griffin          | Faat Gatin             | Alan Vaughan Djamel Lifa                |
| Poids légers (-60 kg)         | Vasile Nistor         | Airat Khamatov         | Marco Rudolph Toncho Tonchev            |
| Poids super-légers (-63,5 kg) | Kostya Tszyu          | Andreas Zülow          | Vukasin Dobrasinović Michele Piccirillo |
| Poids welters (-67 kg)        | Roberto Welin         | Vladimir Erestchenko   | Mujo Bajrović György Mizsei             |
| Poids super-welters (-71 kg)  | Israel Akopkokhyan    | Torsten Schmitz        | Jan Dydak Ole Klemetsen                 |
| Poids moyens (-75 kg)         | Sven Ottke            | Michael Franek         | Aleksandr Lebziak Robert Buda           |
| Poids mi-lourds (-81 kg)      | Dariusz Michalczewski | Peter Zwezerijnen      | Rostislav Zaoulichniy Marcel Beresoaie  |
| Poids lourds (-91 kg)         | Arnold Vanderlyde     | Georgios Stefanopoulos | Yevgeniy Sukalov Peter Hart             |
| Poids super-lourds (+91 kg)   | Yevgeniy Belusov      | Andreas Schnieders     | Svilen Rusinov Brian Nielsen            |

### Tableau des médailles
| Place | Pays              | Médaille d'or, Europe | Médaille d'argent, Europe | Médaille de bronze, Europe | Total |
| ----- | ----------------- | --------------------- | ------------------------- | -------------------------- | ----- |
| 1     | Union soviétique  | 3                     | 3                         | 2                          | 8     |
| 2     | Allemagne         | 2                     | 4                         | 2                          | 8     |
| 3     | Bulgarie          | 2                     | 0                         | 3                          | 5     |
| 4     | Pays-Bas          | 1                     | 2                         | 0                          | 3     |
| 5     | Hongrie           | 1                     | 0                         | 3                          | 4     |
| 6     | Roumanie          | 1                     | 0                         | 2                          | 3     |
| 7     | Suède             | 1                     | 0                         | 1                          | 2     |
| 8     | Irlande           | 1                     | 0                         | 0                          | 1     |
| 9     | Italie            | 0                     | 1                         | 1                          | 2     |
| 10    | Tchéquie          | 0                     | 1                         | 0                          | 1     |
| 10    | Grèce             | 0                     | 1                         | 0                          | 1     |
| 12    | Yougoslavie       | 0                     | 0                         | 2                          | 2     |
| 12    | Pologne           | 0                     | 0                         | 2                          | 2     |
| 14    | Écosse            | 0                     | 0                         | 1                          | 1     |
| 14    | Angleterre        | 0                     | 0                         | 1                          | 1     |
| 14    | Norvège           | 0                     | 0                         | 1                          | 1     |
| 14    | Danemark          | 0                     | 0                         | 1                          | 1     |
| 14    | Ukraine           | 0                     | 0                         | 1                          | 1     |
| 14    | France            | 0                     | 0                         | 1                          | 1     |
| Total | 19 pays médaillés | 12                    | 12                        | 24                         | 48    |

## Référence
1. ↑  (fr) Championnats d'Europe de boxe amateur 1991 (les-sports.info)